# Rechte hoek

Rechte hoek

Een rechte hoek is een hoek van exact 90°  en daarmee het vierde deel van een volledige cirkel en de helft van een gestrekte hoek. De benen van een rechte hoek staan loodrecht op elkaar. Een rechte hoek is gelijk aan:
90° of 90 booggraden = {\displaystyle {\tfrac {1}{2}}\pi } radialen = 100 gon.
De naam 'rechte hoek' komt van het Latijnse angulus rectus, waarin 'rectus' de betekenis heeft van 'rechtop', verwijzend naar de loodrechte positie van een van de benen ten opzichte van het andere.
Rechte hoeken bevinden zich onder meer tussen een loodlijn en het object waarop de loodlijn staat, in rechthoekige driehoeken, rechthoeken en vierkanten.

## Constructie

Constructie van een rechte hoek met behulp van een cirkel

Een rechte hoek kan eenvoudig geconstrueerd worden met behulp van de constructie van een loodlijn. 
Een andere manier om een rechte hoek te construeren gaat uit van een cirkel en een middellijn daarvan. Verbind de eindpunten van de middellijn op de cirkel met een derde punt op de cirkel. De twee verbindingslijnen maken met elkaar een rechte hoek. Dit resultaat staat bekend als de stelling van Thales. Het bewijs hiervoor kan worden geleverd door gebruik te maken van middelpunts- en omtrekshoeken of door te steunen op symmetrie: trek een vierde lijn door het derde punt en het middelpunt van de cirkel, dit is een tweede middellijn. Door de uiteinden van de middellijnen met elkaar te verbinden ontstaat een vierhoek met twee even lange diagonalen die elkaar middendoor delen, een rechthoek dus; het derde punt is een van de hoeken van die rechthoek.
De oude Egyptenaren hadden reeds ruim voor het begin van onze jaartelling een methode gevonden om een rechte hoek te construeren, gebruikmakend van een driehoek met zijden van lengten 3, 4 en 5 lengte-eenheden. Een van de hoeken van deze driehoek is volgens de stelling van Pythagoras een rechte hoek. Deze driehoek wordt ook wel de Egyptische driehoek genoemd.

## Haaks
Een rechte hoek wordt vaak met haaks aangeduid, vooral in de bouw. De hoek wordt dan afgetekend met een winkelhaak. Twee objecten die haaks op elkaar staan, staan dus onder een rechte hoek ten opzichte van elkaar.